# Royal Thames Yacht Club
Il Royal Thames Yacht Club (RTYC) è il più antico circolo velico della Gran Bretagna. Fu fondato nel 1775, ma prese il nome attuale solo nel 1830.
La sede si trova a Londra, al 60 di Knightsbridge, con vista su Hyde Park.

## Storia

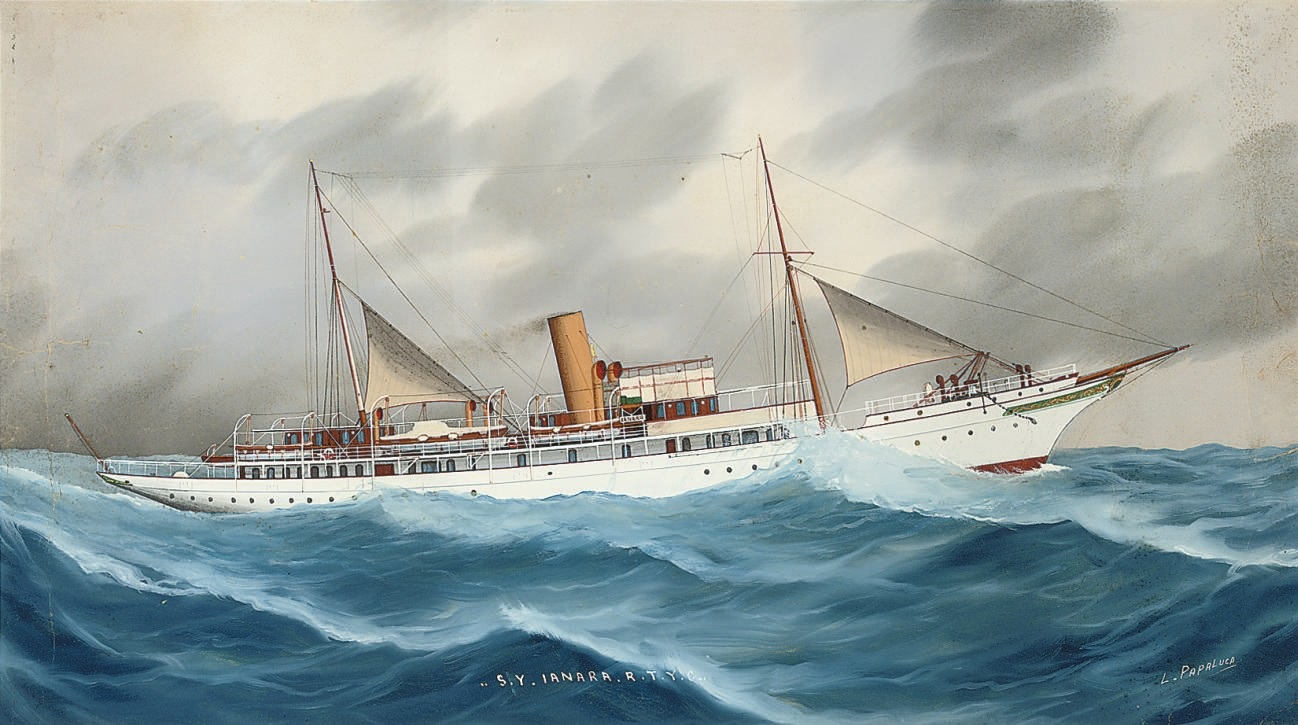
Lo yacht a vapore del RTYC Ianara dipinto da Luca Papaluca

(Jules Verne, I figli del capitano Grant, 1868)

### Cumberland Fleet
Nel 1775 il principe Enrico Federico di Hannover, duca di Cumberland e Strathearn, fratello del re Giorgio III mise in palio una coppa d'argento, la Cumberland Cup, per una regata sul Tamigi e fondò la Cumberland Fleet.

### Royal Thames Yacht Club
La Cumberland Fleet fu ribattezzata Thames Yacht Club nel 1823.
Nel 1830 il Thames Yacht Club divenne il Royal Thames Yacht Club per concessione del re Guglielmo IV in occasione della sua ascesa al trono.
I membri del Club inizialmente si riunivano in qualche coffee house. Dal 1857 il Club fu proprietario di vari immobili a Londra. Nel 1923 si trasferì al 60 di Knightsbridge, che è tuttora l'indirizzo del Club, benché l'attuale edificio sia più recente.
Inizialmente le regate si tenevano sul Tamigi, ma dopo la metà dell'Ottocento, quando le ferrovie resero più facile l'accesso alla costa meridionale, il Solent divenne sempre più importante.
Il Club ebbe molti Flag Officers prestigiosi e il "commodoro", ovvero il presidente del circolo, è tradizionalmente un membro della famiglia reale. Louis Mountbatten, primo conte di Birmania, fu commodoro per vent'anni, mentre l'attuale commodoro è il principe Andrea, duca di York. Il patrono del Club è il principe Filippo di Edimburgo, mentre l'ammiraglio è Carlo, principe di Galles.

## Oggi
Il Club è coinvolto in molte iniziative dirette a yachtsmen da regata e da crociera, agli armatori di panfili a motore e a tutti gli appassionati del mare.
Il Club partecipa a molte regate ed eventi velici nel Regno Unito e in giro per il mondo. Organizza ogni anno la Cumberland Regatta sul Solent, nonché regate di gruppo e match races. Il Club è particolarmente attivo nelle gare di barche a chiglia fissa e partecipa regolarmente alle gare in competizione con gli altri maggiori club del mondo.
Ogni anno il Club organizza crociere nelle acque britanniche e oltremare, in tutto il mondo, dalla Nuova Zelanda ai Caraibi. Alcuni membri arrivano con le proprie imbarcazioni, mentre altri ne affittano una in loco.
Il Club ospita una varietà di eventi sociali. I più tradizionali sono gli eventi in abito da sera che si tengono da più di un secolo, come i pranzi in occasione dell'armamento o dello smantellamento delle imbarcazioni, nonché l'annuale pranzo in onore dei vincitori di premi

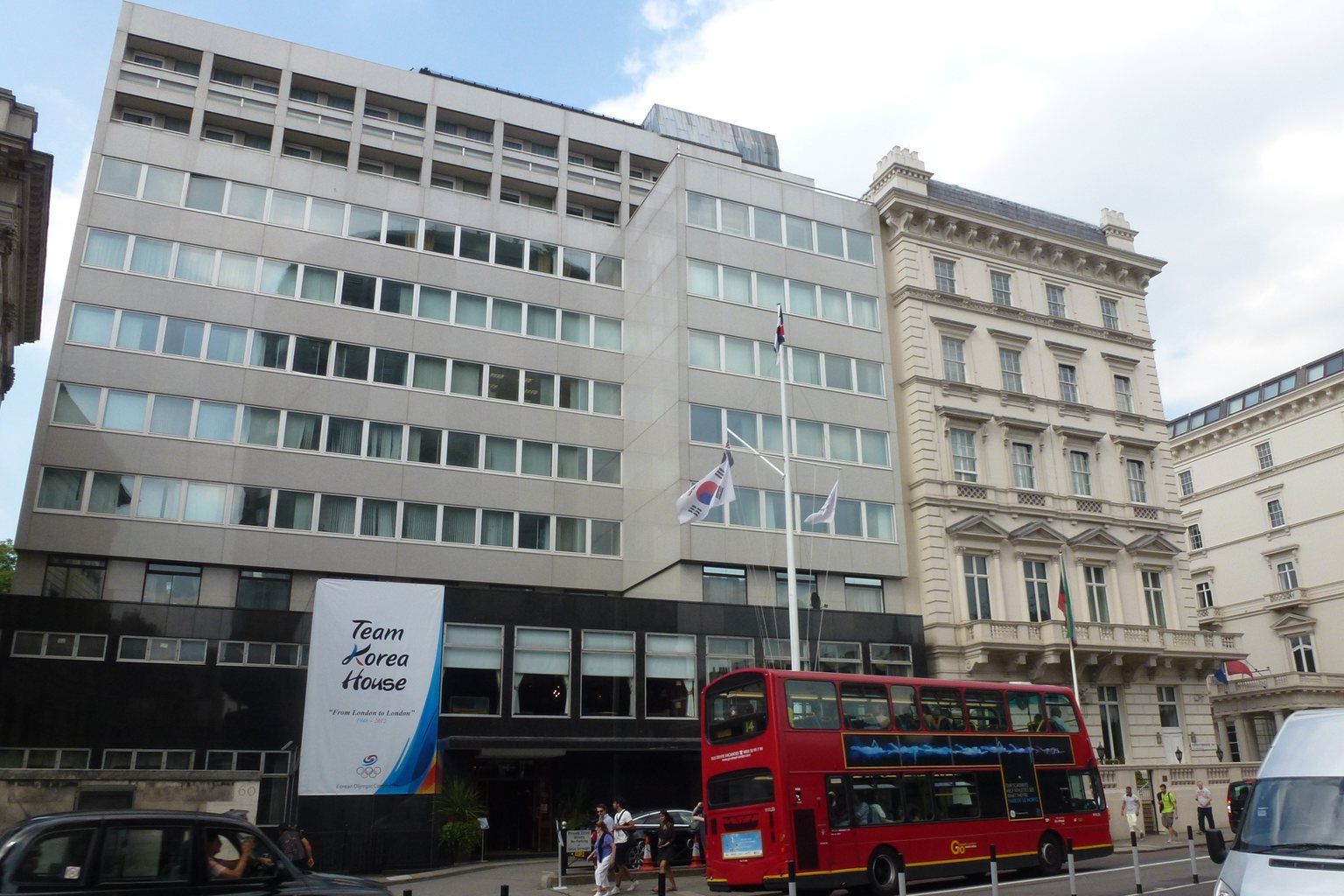
La sede attuale del club
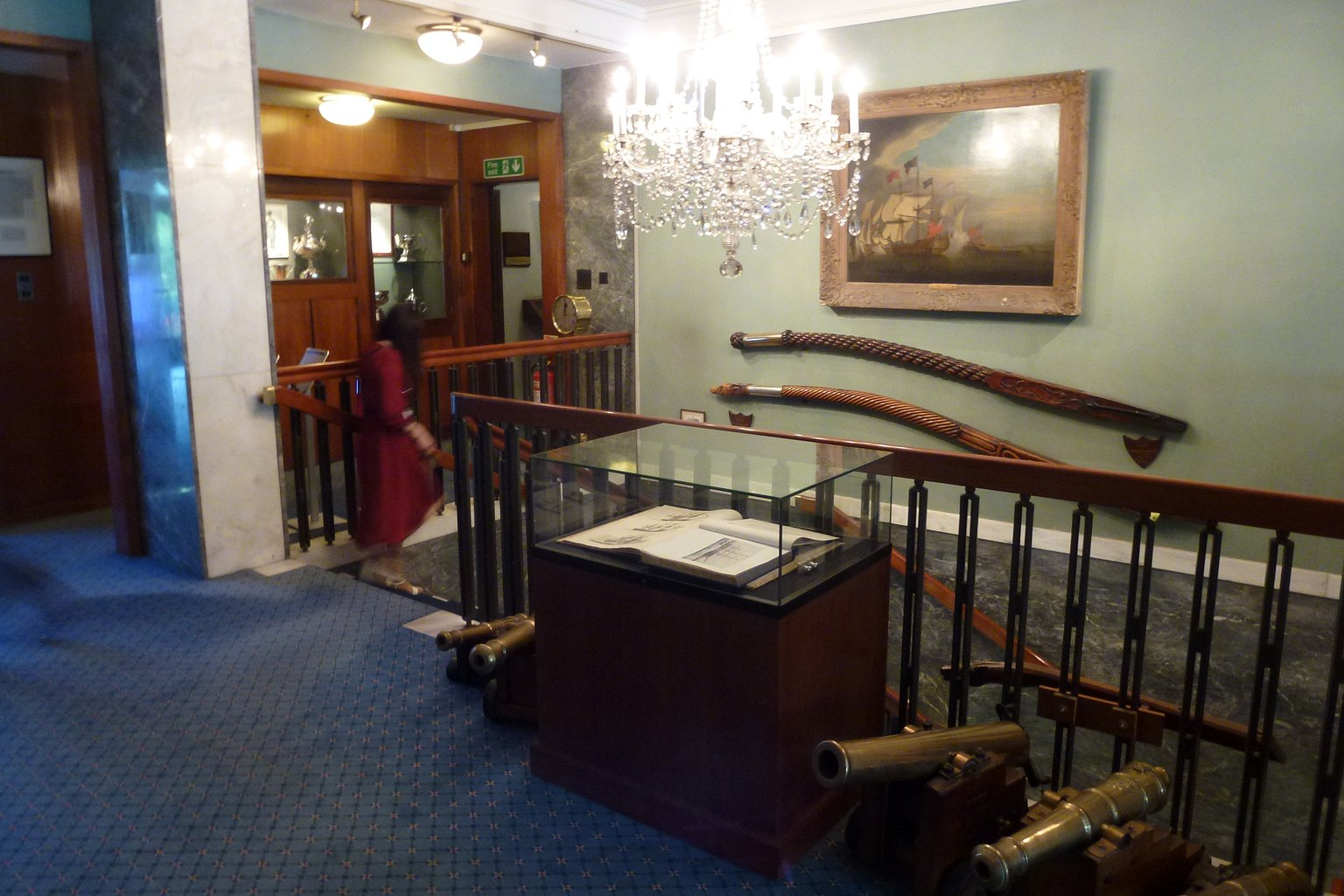
Interno del Club
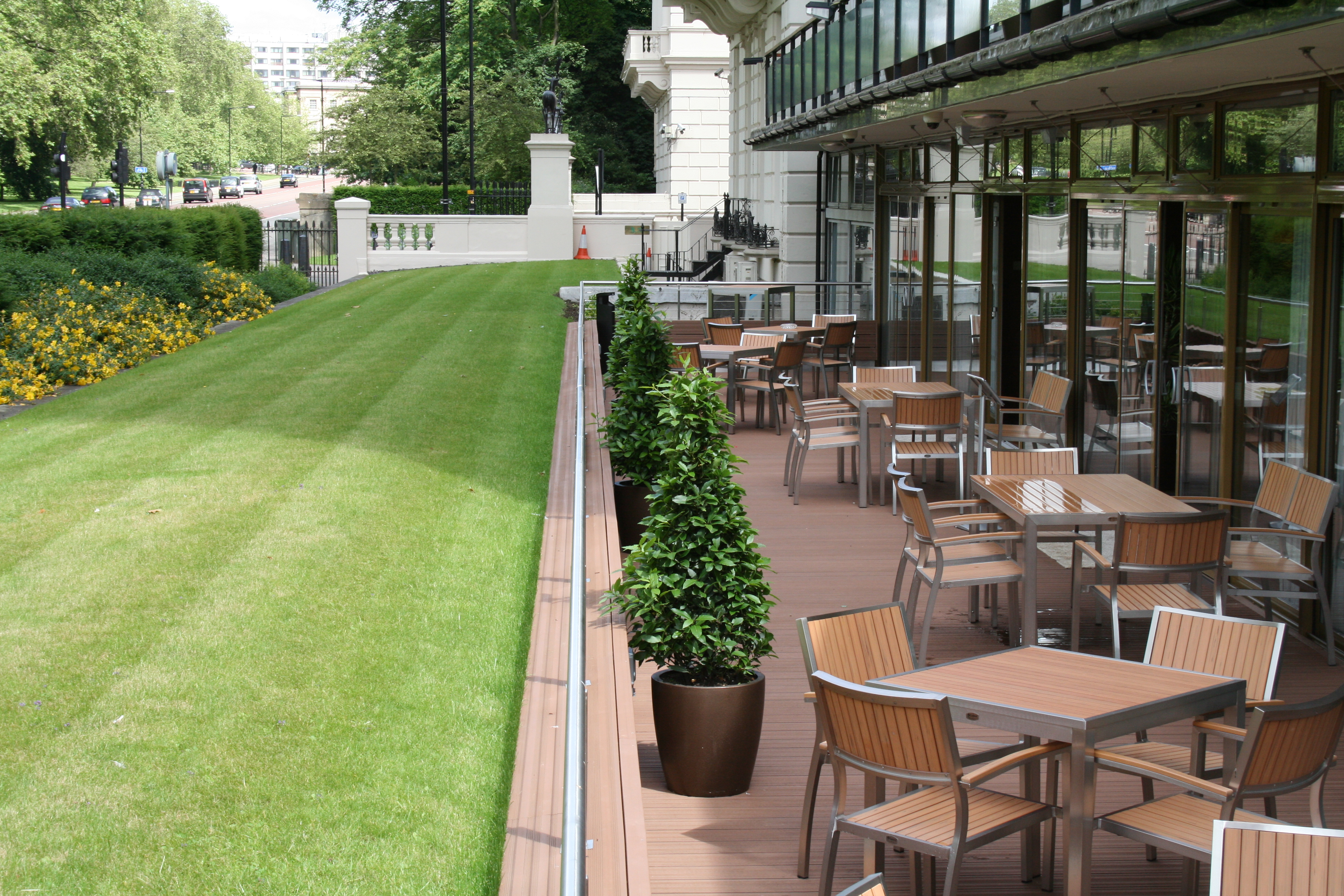
Il retro del Club

## Sistemi di stazza usati
Il Club ha utilizzato il sistema di stazza precedente al Builder's Measurement a partire dal 1775; nel 1792 ha adottato il Builder's Old Measurement, prima di elaborare un proprio sistema di stazza nel 1855, il Thames Measurement.